# Franclemontia
Franclemontia là một chi bướm đêm thuộc họ Noctuidae.

## Các loài
- Franclemontia interrogans (Walker, 1856)